# Dichotomius superbus
Dichotomius superbus là một loài bọ cánh cứng trong họ Bọ hung (Scarabaeidae).